# Élections cantonales de 2004 dans la Sarthe
Les élections cantonales ont eu lieu les 21 et 28 mars 2004.
Lors de ces élections, 19 des 40 cantons de la Sarthe ont été renouvelés. Elles ont vu la reconduction de la majorité UMP dirigée par Roland du Luart, président du conseil général depuis 1998.

## Contexte départemental

### Assemblée départementale sortante
| Parti                             | Sigle | Élus |
| --------------------------------- | ----- | ---- |
| Majorité (27 sièges)              |       |      |
| Union pour un mouvement populaire | UMP   | 18   |
| Divers droite                     | DVD   | 8    |
| Mouvement pour la France          | MPF   | 1    |
| Opposition (13 sièges)            |       |      |
| Parti socialiste                  | PS    | 8    |
| Divers gauche                     | DVG   | 3    |
| Parti communiste français         | PCF   | 1    |
| Parti radical de gauche           | PRG   | 1    |
| Président du conseil général      |       |      |
| Roland du Luart (UMP)             |       |      |

## Résultats à l’échelle du département
Répartition départementale des résultats (2e tour).
- PCF (6,13 %)
- PS (35,59 %)
- PRG (2 %)
- DVG (6,28 %)
- UMP (47,44 %)
- DVD (2,56 %)

| Étiquette      | Étiquette                           | Premier tour | Premier tour | Second tour | Second tour | Sièges |
| Étiquette      | Étiquette                           | Voix         | %            | Voix        | %           | Sièges |
| -------------- | ----------------------------------- | ------------ | ------------ | ----------- | ----------- | ------ |
|                | Parti socialiste                    | 30 052       | 24,92        | 38 142      | 35,59       | 4      |
|                | Extrême gauche                      | 7 626        | 6,32         |             |             |        |
|                | Les Verts                           | 7 202        | 5,97         |             |             |        |
|                | Parti communiste français           | 7 052        | 5,85         | 6 571       | 6,13        | 2      |
|                | Divers gauche                       | 6 377        | 5,29         | 6 731       | 6,28        | 2      |
|                | Parti radical de gauche             | 1 864        | 1,55         | 2 146       | 2,00        | 0      |
| Gauche         | Gauche                              | 60 173       | 49,90        | 53 590      | 50,00       | 8      |
|                |                                     |              |              |             |             |        |
|                | Union pour un mouvement populaire   | 40 284       | 33,41        | 50 850      | 47,44       | 11     |
|                | Divers droite                       | 6 291        | 5,22         | 2 744       | 2,56        | 0      |
|                | Front national                      | 11 393       | 9,45         |             |             |        |
|                | Union pour la démocratie française  | 424          | 0,35         |             |             |        |
|                | Chasse, pêche, nature et traditions | 274          | 0,23         |             |             |        |
| Droite         | Droite                              | 58 666       | 48,66        | 53 594      | 50,00       | 11     |
|                |                                     |              |              |             |             |        |
|                | Divers                              | 1 744        | 1,45         |             |             |        |
|                |                                     |              |              |             |             |        |
| Inscrits       | Inscrits                            | 202 516      | 100,00       | 175 404     | 100,00      |        |
| Abstention     | Abstention                          | 75 798       | 37,43        | 61 868      | 35,27       |        |
| Votants        | Votants                             | 126 718      | 62,57        | 113 536     | 64,73       |        |
| Blancs et nuls | Blancs et nuls                      | 6 135        | 4,84         | 6 352       | 5,59        |        |
| Exprimés       | Exprimés                            | 120 583      | 95,16        | 107 184     | 94,41       |        |

### Résultats en nombre de sièges
| Parti | Sortants | Élus | Évolution |
| ----- | -------- | ---- | --------- |
| UMP   | 13       | 11   | -2        |
| PS    | 3        | 4    | +1        |
| DVD   | 1        | 0    | -1        |
| DVG   | 1        | 2    | +1        |
| PCF   | 1        | 2    | +1        |

### Assemblée départementale à l'issue des élections
| Parti                             | Sigle | Élus |
| --------------------------------- | ----- | ---- |
| Majorité (24 sièges)              |       |      |
| Union pour un mouvement populaire | UMP   | 16   |
| Divers droite                     | DVD   | 7    |
| Mouvement pour la France          | MPF   | 1    |
| Opposition (16 sièges)            |       |      |
| Parti socialiste                  | PS    | 9    |
| Divers gauche                     | DVG   | 4    |
| Parti communiste français         | PCF   | 2    |
| Parti radical de gauche           | PRG   | 1    |
| Président du conseil général      |       |      |
| Roland du Luart (UMP)             |       |      |

## Résultats par canton

### Canton d'Allonnes
| Candidats      | Candidats           | Étiquette      | Premier tour | Premier tour | Second tour | Second tour |
| Candidats      | Candidats           | Étiquette      | Voix         | %            | Voix        | %           |
| -------------- | ------------------- | -------------- | ------------ | ------------ | ----------- | ----------- |
|                | Yvon Luby*          | PCF            | 2 127        | 29,07        | 4 354       | 58,62       |
|                | Claudine Lefebvre   | UMP            | 2 094        | 28,62        | 3 074       | 41,38       |
|                | Stéphane Le Foll    | PS             | 1 618        | 22,12        | Retrait     | Retrait     |
|                | Marie-Claude Deotto | FN             | 620          | 8,47         |             |             |
|                | Christine Rabin     | Verts          | 563          | 7,70         |             |             |
|                | André Chausson      | EXG            | 294          | 4,02         |             |             |
|                |                     |                |              |              |             |             |
| Inscrits       | Inscrits            | Inscrits       | 12 582       | 100,00       | 12 582      | 100,00      |
| Abstention     | Abstention          | Abstention     | 4 927        | 39,16        | 4 684       | 37,23       |
| Votants        | Votants             | Votants        | 7 655        | 60,84        | 7 898       | 62,77       |
| Blancs et nuls | Blancs et nuls      | Blancs et nuls | 339          | 4,43         | 470         | 5,95        |
| Exprimés       | Exprimés            | Exprimés       | 7 316        | 95,57        | 7 428       | 94,05       |

*sortant

### Canton de Beaumont-sur-Sarthe
| Candidats      | Candidats                   | Étiquette      | Premier tour | Premier tour | Second tour | Second tour |
| Candidats      | Candidats                   | Étiquette      | Voix         | %            | Voix        | %           |
| -------------- | --------------------------- | -------------- | ------------ | ------------ | ----------- | ----------- |
|                | Jean-Pierre Rossard         | DVG            | 1 454        | 38,26        | 2 183       | 53,58       |
|                | Jean-Édouard Lemasson       | UMP            | 1 449        | 38,13        | 1 891       | 46,42       |
|                | Gilles Laurent              | FN             | 392          | 10,32        |             |             |
|                | Céline Dumur                | EXG            | 201          | 5,29         |             |             |
|                | Philippe Villedieu de Torcy | CPNT           | 162          | 4,26         |             |             |
|                | Yves Calippe                | PCF            | 142          | 3,74         |             |             |
|                |                             |                |              |              |             |             |
| Inscrits       | Inscrits                    | Inscrits       | 5 932        | 100,00       | 5 929       | 100,00      |
| Abstention     | Abstention                  | Abstention     | 1 893        | 31,91        | 1 625       | 27,41       |
| Votants        | Votants                     | Votants        | 4 039        | 68,09        | 4 304       | 72,59       |
| Blancs et nuls | Blancs et nuls              | Blancs et nuls | 239          | 5,92         | 230         | 5,34        |
| Exprimés       | Exprimés                    | Exprimés       | 3 800        | 94,08        | 4 074       | 94,66       |

### Canton de La Chartre-sur-le-Loir
| Candidats      | Candidats         | Étiquette      | Premier tour | Premier tour | Second tour | Second tour |
| Candidats      | Candidats         | Étiquette      | Voix         | %            | Voix        | %           |
| -------------- | ----------------- | -------------- | ------------ | ------------ | ----------- | ----------- |
|                | Gérard Brault     | PCF            | 1 497        | 39,85        | 2 217       | 57,44       |
|                | Michèle Pissot    | DVD            | 719          | 19,14        | 1 643       | 42,56       |
|                | François Ronciere | UMP            | 471          | 12,54        |             |             |
|                | Claude Cochonneau | UMP            | 412          | 10,97        |             |             |
|                | Gérard Hermet     | FN             | 328          | 8,73         |             |             |
|                | Jean Planchet     | Verts          | 190          | 5,06         |             |             |
|                | Lucette Roquain   | EXG            | 72           | 1,92         |             |             |
|                | Michel Macon      | EXG            | 68           | 1,81         |             |             |
|                |                   |                |              |              |             |             |
| Inscrits       | Inscrits          | Inscrits       | 5 533        | 100,00       | 5 533       | 100,00      |
| Abstention     | Abstention        | Abstention     | 1 634        | 29,53        | 1 497       | 27,06       |
| Votants        | Votants           | Votants        | 3 899        | 70,47        | 4 036       | 72,94       |
| Blancs et nuls | Blancs et nuls    | Blancs et nuls | 142          | 3,64         | 176         | 4,36        |
| Exprimés       | Exprimés          | Exprimés       | 3 757        | 96,36        | 3 860       | 95,64       |

### Canton de Conlie
| Candidats      | Candidats                | Étiquette      | Premier tour | Premier tour | Second tour | Second tour |
| Candidats      | Candidats                | Étiquette      | Voix         | %            | Voix        | %           |
| -------------- | ------------------------ | -------------- | ------------ | ------------ | ----------- | ----------- |
|                | Pierre Hellier*          | UMP            | 2 232        | 48,03        | 2 507       | 53,88       |
|                | Dominique Amiard         | PRG            | 1 262        | 27,16        | 2 146       | 46,12       |
|                | Olivier Biencourt        | PS             | 595          | 12,80        |             |             |
|                | Matthieu Demeulenaere    | FN             | 347          | 7,47         |             |             |
|                | Alain Bouteiller         | EXG            | 115          | 2,47         |             |             |
|                | Virginie Jehanno-Bidault | PCF            | 96           | 2,07         |             |             |
|                |                          |                |              |              |             |             |
| Inscrits       | Inscrits                 | Inscrits       | 7 309        | 100,00       | 7 308       | 100,00      |
| Abstention     | Abstention               | Abstention     | 2 434        | 33,30        | 2 420       | 33,11       |
| Votants        | Votants                  | Votants        | 4 875        | 66,70        | 4 888       | 66,89       |
| Blancs et nuls | Blancs et nuls           | Blancs et nuls | 228          | 4,68         | 235         | 4,81        |
| Exprimés       | Exprimés                 | Exprimés       | 4 647        | 95,32        | 4 653       | 95,19       |

*sortant

### Canton du Grand-Lucé
| Candidats      | Candidats                 | Étiquette      | Premier tour | Premier tour | Second tour | Second tour |
| Candidats      | Candidats                 | Étiquette      | Voix         | %            | Voix        | %           |
| -------------- | ------------------------- | -------------- | ------------ | ------------ | ----------- | ----------- |
|                | Régis Vallienne           | UMP            | 782          | 28,42        | 1 443       | 55,71       |
|                | Pascal Dupuis             | UMP            | 685          | 24,89        | 1 147       | 44,29       |
|                | Anne-Adèle Baratte        | DVD            | 334          | 12,14        |             |             |
|                | Philippe Papin            | DVG            | 309          | 11,23        |             |             |
|                | Francis Longeray          | PCF            | 252          | 9,16         |             |             |
|                | Thierry Pradier           | Verts          | 175          | 6,36         |             |             |
|                | Nicole Millet             | FN             | 164          | 5,96         |             |             |
|                | Marie-Françoise Lagraulet | EXG            | 51           | 1,85         |             |             |
|                |                           |                |              |              |             |             |
| Inscrits       | Inscrits                  | Inscrits       | 4 144        | 100,00       | 4 143       | 100,00      |
| Abstention     | Abstention                | Abstention     | 1 283        | 30,96        | 1 196       | 28,87       |
| Votants        | Votants                   | Votants        | 2 861        | 69,04        | 2 947       | 71,13       |
| Blancs et nuls | Blancs et nuls            | Blancs et nuls | 109          | 3,81         | 357         | 12,11       |
| Exprimés       | Exprimés                  | Exprimés       | 2 752        | 96,19        | 2 590       | 87,89       |

### Canton du Lude
| Candidats      | Candidats              | Étiquette      | Premier tour | Premier tour | Second tour | Second tour |
| Candidats      | Candidats              | Étiquette      | Voix         | %            | Voix        | %           |
| -------------- | ---------------------- | -------------- | ------------ | ------------ | ----------- | ----------- |
|                | Louis-Jean de Nicolaÿ* | UMP            | 1 815        | 44,78        | 2 513       | 61,59       |
|                | Éric Senatore          | DVG            | 798          | 19,69        | 1 567       | 38,41       |
|                | Rémy Neau              | DVD            | 758          | 18,70        | Retrait     | Retrait     |
|                | Rémy Henno             | FN             | 330          | 8,14         |             |             |
|                | Claudie Pouget         | EXG            | 221          | 5,45         |             |             |
|                | Dominique Colombel     | PCF            | 131          | 3,23         |             |             |
|                |                        |                |              |              |             |             |
| Inscrits       | Inscrits               | Inscrits       | 6 699        | 100,00       | 6 699       | 100,00      |
| Abstention     | Abstention             | Abstention     | 2 419        | 36,11        | 2 339       | 34,92       |
| Votants        | Votants                | Votants        | 4 280        | 63,89        | 4 360       | 65,08       |
| Blancs et nuls | Blancs et nuls         | Blancs et nuls | 227          | 5,30         | 280         | 6,42        |
| Exprimés       | Exprimés               | Exprimés       | 4 053        | 94,70        | 4 080       | 93,58       |

*sortant

### Canton de Malicorne-sur-Sarthe
| Candidats      | Candidats                     | Étiquette      | Premier tour | Premier tour | Second tour | Second tour |
| Candidats      | Candidats                     | Étiquette      | Voix         | %            | Voix        | %           |
| -------------- | ----------------------------- | -------------- | ------------ | ------------ | ----------- | ----------- |
|                | Chantal Albagli*              | UMP            | 2 071        | 48,42        | 2 465       | 55,76       |
|                | Marie-Claire Jaeger-Chambaret | PS             | 961          | 22,47        | 1 956       | 44,24       |
|                | Gérard Basset                 | FN             | 469          | 10,97        |             |             |
|                | Catherine Gouhier             | Verts          | 298          | 6,97         |             |             |
|                | Olivier Lacave                | EXG            | 243          | 5,68         |             |             |
|                | Sophie Garnier-Cahen          | DVG            | 235          | 5,49         |             |             |
|                |                               |                |              |              |             |             |
| Inscrits       | Inscrits                      | Inscrits       | 7 224        | 100,00       | 7 224       | 100,00      |
| Abstention     | Abstention                    | Abstention     | 2 639        | 36,53        | 2 525       | 34,95       |
| Votants        | Votants                       | Votants        | 4 585        | 63,47        | 4 699       | 65,05       |
| Blancs et nuls | Blancs et nuls                | Blancs et nuls | 308          | 6,72         | 278         | 5,92        |
| Exprimés       | Exprimés                      | Exprimés       | 4 277        | 93,28        | 4 421       | 94,08       |

*sortant

### Canton de Mamers
| Candidats      | Candidats             | Étiquette      | Premier tour | Premier tour | Second tour | Second tour |
| Candidats      | Candidats             | Étiquette      | Voix         | %            | Voix        | %           |
| -------------- | --------------------- | -------------- | ------------ | ------------ | ----------- | ----------- |
|                | Jean-Pierre Chauveau* | UMP            | 2 577        | 48,14        | 2 979       | 54,38       |
|                | Louis-Marie Faburel   | PS             | 1 577        | 29,46        | 2 499       | 45,62       |
|                | Francis Blondeau      | FN             | 560          | 10,46        |             |             |
|                | Isabelle Sévère       | Verts          | 254          | 4,75         |             |             |
|                | Bernard Coeuret       | PCF            | 207          | 3,87         |             |             |
|                | Christophe Jeanne     | EXG            | 178          | 3,33         |             |             |
|                |                       |                |              |              |             |             |
| Inscrits       | Inscrits              | Inscrits       | 8 795        | 100,00       | 8 796       | 100,00      |
| Abstention     | Abstention            | Abstention     | 3 125        | 35,53        | 3 032       | 34,47       |
| Votants        | Votants               | Votants        | 5 670        | 64,47        | 5 764       | 65,53       |
| Blancs et nuls | Blancs et nuls        | Blancs et nuls | 317          | 5,59         | 286         | 4,96        |
| Exprimés       | Exprimés              | Exprimés       | 5 353        | 94,41        | 5 478       | 95,04       |

*sortant

### Canton du Mans-Centre
| Candidats      | Candidats                | Étiquette      | Premier tour | Premier tour | Second tour | Second tour |
| Candidats      | Candidats                | Étiquette      | Voix         | %            | Voix        | %           |
| -------------- | ------------------------ | -------------- | ------------ | ------------ | ----------- | ----------- |
|                | Françoise Dubois         | PS             | 1 709        | 24,44        | 3 280       | 45,25       |
|                | Véronique Poisson-Rivron | UMP            | 1 649        | 23,58        | 3 969       | 54,75       |
|                | Dominique Pivron         | UMP            | 1 054        | 15,07        |             |             |
|                | Alain Boucheron          | UMP            | 709          | 10,14        |             |             |
|                | Dominique Niederkorn     | Verts          | 587          | 8,40         |             |             |
|                | Jean-François Le Gras    | FN             | 525          | 7,51         |             |             |
|                | Patrice Perdereau        | EXG            | 523          | 7,48         |             |             |
|                | Thierry Nouchy           | EXG            | 236          | 3,38         |             |             |
|                |                          |                |              |              |             |             |
| Inscrits       | Inscrits                 | Inscrits       | 12 674       | 100,00       | 12 675      | 100,00      |
| Abstention     | Abstention               | Abstention     | 5 439        | 42,91        | 5 158       | 40,69       |
| Votants        | Votants                  | Votants        | 7 235        | 57,09        | 7 517       | 59,31       |
| Blancs et nuls | Blancs et nuls           | Blancs et nuls | 243          | 3,36         | 268         | 3,57        |
| Exprimés       | Exprimés                 | Exprimés       | 6 992        | 96,64        | 7 249       | 96,43       |

### Canton du Mans-Nord-Ouest
| Candidats      | Candidats           | Étiquette      | Premier tour | Premier tour |
| Candidats      | Candidats           | Étiquette      | Voix         | %            |
| -------------- | ------------------- | -------------- | ------------ | ------------ |
|                | Marietta Karamanli* | PS             | 6 392        | 50,41        |
|                | Franck Breteau      | DVD            | 2 989        | 23,57        |
|                | Georges Gérard      | FN             | 1 099        | 8,67         |
|                | Karine Nivelais     | Verts          | 1 018        | 8,03         |
|                | Bernard Breux       | PCF            | 626          | 4,94         |
|                | Thomas Hubert       | EXG            | 556          | 4,38         |
|                |                     |                |              |              |
| Inscrits       | Inscrits            | Inscrits       | 22 013       | 100,00       |
| Abstention     | Abstention          | Abstention     | 8 726        | 39,64        |
| Votants        | Votants             | Votants        | 13 287       | 60,36        |
| Blancs et nuls | Blancs et nuls      | Blancs et nuls | 607          | 4,57         |
| Exprimés       | Exprimés            | Exprimés       | 12 680       | 95,43        |

*sortant

### Canton du Mans-Sud-Est
| Candidats      | Candidats           | Étiquette      | Premier tour | Premier tour | Second tour | Second tour |
| Candidats      | Candidats           | Étiquette      | Voix         | %            | Voix        | %           |
| -------------- | ------------------- | -------------- | ------------ | ------------ | ----------- | ----------- |
|                | Christophe Counil*  | PS             | 4 228        | 48,49        | 6 905       | 76,64       |
|                | Anne Range-Beauchef | UMP            | 1 377        | 15,79        | 2 105       | 23,36       |
|                | Jean-Denis David    | FN             | 1 072        | 12,29        |             |             |
|                | Brigitte Haudebourg | EXG            | 905          | 10,38        |             |             |
|                | Yves Cheere         | EXG            | 518          | 5,94         |             |             |
|                | Rémy Batiot         | Verts          | 491          | 5,63         |             |             |
|                | Yves Lacaze         | PRG            | 129          | 1,48         |             |             |
|                |                     |                |              |              |             |             |
| Inscrits       | Inscrits            | Inscrits       | 15 749       | 100,00       | 15 749      | 100,00      |
| Abstention     | Abstention          | Abstention     | 6 672        | 42,36        | 6 255       | 39,72       |
| Votants        | Votants             | Votants        | 9 077        | 57,64        | 9 494       | 60,28       |
| Blancs et nuls | Blancs et nuls      | Blancs et nuls | 357          | 3,93         | 484         | 5,10        |
| Exprimés       | Exprimés            | Exprimés       | 8 720        | 96,07        | 9 010       | 94,90       |

*sortant

### Canton du Mans-Est-Campagne
| Candidats      | Candidats               | Étiquette      | Premier tour | Premier tour | Second tour | Second tour |
| Candidats      | Candidats               | Étiquette      | Voix         | %            | Voix        | %           |
| -------------- | ----------------------- | -------------- | ------------ | ------------ | ----------- | ----------- |
|                | Dominique Le Mèner*     | UMP            | 4 833        | 39,05        | 6 485       | 49,80       |
|                | Jean-Luc Fontaine       | PS             | 3 588        | 28,99        | 6 537       | 50,20       |
|                | Catherine du Boisbaudry | FN             | 1 211        | 9,78         |             |             |
|                | Alexis Braud            | Verts          | 838          | 6,77         |             |             |
|                | Fabien Gache            | DVG            | 698          | 5,64         |             |             |
|                | François Garcia         | EXG            | 430          | 3,47         |             |             |
|                | Heidemarie Schluter     | UDF            | 424          | 3,43         |             |             |
|                | Michel Pageard          | EXG            | 355          | 2,87         |             |             |
|                |                         |                |              |              |             |             |
| Inscrits       | Inscrits                | Inscrits       | 20 731       | 100,00       | 20 725      | 100,00      |
| Abstention     | Abstention              | Abstention     | 7 739        | 37,33        | 7 052       | 34,03       |
| Votants        | Votants                 | Votants        | 12 992       | 62,67        | 13 673      | 65,97       |
| Blancs et nuls | Blancs et nuls          | Blancs et nuls | 615          | 4,73         | 651         | 4,76        |
| Exprimés       | Exprimés                | Exprimés       | 12 377       | 95,27        | 13 022      | 95,24       |

*sortant

### Canton du Mans-Nord-Campagne
| Candidats      | Candidats            | Étiquette      | Premier tour | Premier tour | Second tour | Second tour |
| Candidats      | Candidats            | Étiquette      | Voix         | %            | Voix        | %           |
| -------------- | -------------------- | -------------- | ------------ | ------------ | ----------- | ----------- |
|                | Christophe Rouillon* | PS             | 4 162        | 49,06        | 6 004       | 68,77       |
|                | Yves Brochard        | UMP            | 1 995        | 23,52        | 2 727       | 31,23       |
|                | Marie-Ange Perinet   | FN             | 659          | 7,77         |             |             |
|                | Marie-Laure Motreuil | Verts          | 552          | 6,51         |             |             |
|                | Philippe Keravec     | DVG            | 433          | 5,10         |             |             |
|                | Dominique Le Roux    | PRG            | 410          | 4,83         |             |             |
|                | Karine Fouquet       | EXG            | 272          | 3,21         |             |             |
|                |                      |                |              |              |             |             |
| Inscrits       | Inscrits             | Inscrits       | 14 290       | 100,00       | 14 292      | 100,00      |
| Abstention     | Abstention           | Abstention     | 5 459        | 38,20        | 5 113       | 35,78       |
| Votants        | Votants              | Votants        | 8 831        | 61,80        | 9 179       | 64,22       |
| Blancs et nuls | Blancs et nuls       | Blancs et nuls | 348          | 3,94         | 448         | 4,88        |
| Exprimés       | Exprimés             | Exprimés       | 8 483        | 96,06        | 8 731       | 95,12       |

*sortant

### Canton de Marolles-les-Braults
| Candidats      | Candidats        | Étiquette      | Premier tour | Premier tour | Second tour | Second tour |
| Candidats      | Candidats        | Étiquette      | Voix         | %            | Voix        | %           |
| -------------- | ---------------- | -------------- | ------------ | ------------ | ----------- | ----------- |
|                | Nicole Agasse    | UMP            | 1 463        | 44,88        | 1 908       | 63,41       |
|                | Claude Morin     | DVD            | 660          | 20,25        | 1 101       | 36,59       |
|                | Bernard Savareux | DVG            | 434          | 13,31        |             |             |
|                | Évelyne Menard   | FN             | 319          | 9,79         |             |             |
|                | Dorianne Aubry   | EXG            | 145          | 4,45         |             |             |
|                | Bernard Totee    | PCF            | 127          | 3,90         |             |             |
|                | Maurice Desjouis | CPNT           | 112          | 3,44         |             |             |
|                |                  |                |              |              |             |             |
| Inscrits       | Inscrits         | Inscrits       | 4 809        | 100,00       | 4 809       | 100,00      |
| Abstention     | Abstention       | Abstention     | 1 372        | 28,53        | 1 395       | 29,01       |
| Votants        | Votants          | Votants        | 3 437        | 71,47        | 3 414       | 70,99       |
| Blancs et nuls | Blancs et nuls   | Blancs et nuls | 177          | 5,15         | 405         | 11,86       |
| Exprimés       | Exprimés         | Exprimés       | 3 260        | 94,85        | 3 009       | 88,14       |

### Canton de Montfort-le-Gesnois
| Candidats      | Candidats                | Étiquette      | Premier tour | Premier tour | Second tour | Second tour |
| Candidats      | Candidats                | Étiquette      | Voix         | %            | Voix        | %           |
| -------------- | ------------------------ | -------------- | ------------ | ------------ | ----------- | ----------- |
|                | Marie-Pierre Cleach*     | UMP            | 3 098        | 36,53        | 4 388       | 50,14       |
|                | Aimée Prilleux           | PS             | 1 399        | 16,50        | 4 364       | 49,86       |
|                | Jean-Claude Laude        | PCF            | 1 059        | 12,49        |             |             |
|                | Joël Metivier            | FN             | 1 042        | 12,29        |             |             |
|                | Jean-Christophe Gavallet | Verts          | 897          | 10,58        |             |             |
|                | Didier Fouche            | EXG            | 607          | 7,16         |             |             |
|                | Sylvie Maillet           | EXG            | 378          | 4,46         |             |             |
|                |                          |                |              |              |             |             |
| Inscrits       | Inscrits                 | Inscrits       | 14 401       | 100,00       | 14 397      | 100,00      |
| Abstention     | Abstention               | Abstention     | 5 404        | 37,53        | 5 071       | 35,22       |
| Votants        | Votants                  | Votants        | 8 997        | 62,47        | 9 326       | 64,78       |
| Blancs et nuls | Blancs et nuls           | Blancs et nuls | 517          | 5,75         | 574         | 6,15        |
| Exprimés       | Exprimés                 | Exprimés       | 8 480        | 94,25        | 8 752       | 93,85       |

*sortant

### Canton de Sablé-sur-Sarthe
| Candidats      | Candidats             | Étiquette      | Premier tour | Premier tour | Second tour | Second tour |
| Candidats      | Candidats             | Étiquette      | Voix         | %            | Voix        | %           |
| -------------- | --------------------- | -------------- | ------------ | ------------ | ----------- | ----------- |
|                | Pierre Touchard*      | UMP            | 4 919        | 46,68        | 6 179       | 57,70       |
|                | Annie Boyreau-Dorizon | PS             | 2 276        | 21,60        | 4 529       | 42,30       |
|                | Patrick Sailly        | SE             | 979          | 9,29         |             |             |
|                | François Foucher      | FN             | 978          | 9,28         |             |             |
|                | Christophe Fourmond   | Verts          | 602          | 5,71         |             |             |
|                | Guylaine Goujon       | EXG            | 437          | 4,15         |             |             |
|                | Christian Bouron      | PCF            | 347          | 3,29         |             |             |
|                |                       |                |              |              |             |             |
| Inscrits       | Inscrits              | Inscrits       | 18 109       | 100,00       | 18 097      | 100,00      |
| Abstention     | Abstention            | Abstention     | 6 904        | 38,12        | 6 828       | 37,73       |
| Votants        | Votants               | Votants        | 11 205       | 61,88        | 11 269      | 62,27       |
| Blancs et nuls | Blancs et nuls        | Blancs et nuls | 667          | 5,95         | 561         | 4,98        |
| Exprimés       | Exprimés              | Exprimés       | 10 538       | 94,05        | 10 708      | 95,02       |

*sortant

### Canton de Saint-Calais
| Candidats      | Candidats             | Étiquette      | Premier tour | Premier tour | Second tour | Second tour |
| Candidats      | Candidats             | Étiquette      | Voix         | %            | Voix        | %           |
| -------------- | --------------------- | -------------- | ------------ | ------------ | ----------- | ----------- |
|                | Michel Letellier*     | DVG            | 2 016        | 41,89        | 2 981       | 59,97       |
|                | Christophe Rèze       | UMP            | 818          | 17,00        | 1 990       | 40,03       |
|                | Marc Mercier          | DVD            | 484          | 10,06        |             |             |
|                | François Bernada      | FN             | 390          | 8,10         |             |             |
|                | Gérard Baudry         | EXG            | 359          | 7,46         |             |             |
|                | Jean-Philippe Zurfluh | DVD            | 347          | 7,21         |             |             |
|                | Jocelyne Wanda        | PCF            | 230          | 4,78         |             |             |
|                | Christophe Le Breton  | EXG            | 169          | 3,51         |             |             |
|                |                       |                |              |              |             |             |
| Inscrits       | Inscrits              | Inscrits       | 8 000        | 100,00       | 8 000       | 100,00      |
| Abstention     | Abstention            | Abstention     | 2 862        | 35,78        | 2 669       | 33,36       |
| Votants        | Votants               | Votants        | 5 138        | 64,23        | 5 331       | 66,64       |
| Blancs et nuls | Blancs et nuls        | Blancs et nuls | 325          | 6,33         | 360         | 6,75        |
| Exprimés       | Exprimés              | Exprimés       | 4 813        | 93,67        | 4 971       | 93,25       |

*sortant

### Canton de Saint-Paterne
| Candidats      | Candidats            | Étiquette      | Premier tour | Premier tour | Second tour | Second tour |
| Candidats      | Candidats            | Étiquette      | Voix         | %            | Voix        | %           |
| -------------- | -------------------- | -------------- | ------------ | ------------ | ----------- | ----------- |
|                | Bernard Petiot*      | UMP            | 2 163        | 41,89        | 3 080       | 59,83       |
|                | Michel Stein         | PS             | 865          | 16,75        | 2 068       | 40,17       |
|                | Jean-Luc Girard      | SE             | 765          | 14,82        |             |             |
|                | Bernard Fautrad      | FN             | 566          | 10,96        |             |             |
|                | Jean-Pierre Villette | Verts          | 477          | 9,24         |             |             |
|                | Armelle Breton       | EXG            | 155          | 3,00         |             |             |
|                | Jacques Borger       | PCF            | 109          | 2,11         |             |             |
|                | Jean Havas           | PRG            | 63           | 1,22         |             |             |
|                |                      |                |              |              |             |             |
| Inscrits       | Inscrits             | Inscrits       | 8 448        | 100,00       | 8 446       | 100,00      |
| Abstention     | Abstention           | Abstention     | 3 074        | 36,39        | 3 009       | 35,63       |
| Votants        | Votants              | Votants        | 5 374        | 63,61        | 5 437       | 64,37       |
| Blancs et nuls | Blancs et nuls       | Blancs et nuls | 211          | 3,93         | 289         | 5,32        |
| Exprimés       | Exprimés             | Exprimés       | 5 163        | 96,07        | 5 148       | 94,68       |

*sortant

### Canton de Tuffé
| Candidats      | Candidats          | Étiquette      | Premier tour | Premier tour |
| Candidats      | Candidats          | Étiquette      | Voix         | %            |
| -------------- | ------------------ | -------------- | ------------ | ------------ |
|                | Roland du Luart*   | UMP            | 1 618        | 51,83        |
|                | Laurent Branchu    | PS             | 682          | 21,84        |
|                | Lucienne Maleyrat  | FN             | 322          | 10,31        |
|                | Jean-Noël Roghe    | Verts          | 260          | 8,33         |
|                | Loïc Bourel        | EXG            | 138          | 4,42         |
|                | Jean-Pierre Martel | PCF            | 102          | 3,27         |
|                |                    |                |              |              |
| Inscrits       | Inscrits           | Inscrits       | 5 074        | 100,00       |
| Abstention     | Abstention         | Abstention     | 1 793        | 35,34        |
| Votants        | Votants            | Votants        | 3 281        | 64,66        |
| Blancs et nuls | Blancs et nuls     | Blancs et nuls | 159          | 4,85         |
| Exprimés       | Exprimés           | Exprimés       | 3 122        | 95,15        |

*sortant